# Lichtenburg (plaats)
Lichtenburg is een plaats in de Zuid-Afrikaanse provincie Noordwest.
Lichtenburg telt ongeveer 26.000 inwoners en is gesticht in 1873.

## Subplaatsen
Het nationaal instituut voor de statistiek, Stats SA, deelt sinds de census 2011 deze hoofdplaats in zes zogenaamde subplaatsen (sub place), waarvan de grootste zijn:
Blydeville • Burgersdorp • Lichtenburg SP.